# Mission à Tanger
Pour plus de détails, voir Fiche technique et Distribution.
Mission à Tanger est un film d'espionnage français réalisé par André Hunebelle en 1949.

## Synopsis
En 1942, le réseau français de Tanger est dirigé par Segard, lui-même sous les ordres du mystérieux « Connétable », que personne ne connaît. Après l'assassinat de Mercadier, un nouvel agent chargé de faire passer à Londres un document sur le prochain débarquement en Afrique du Nord, Henri Pelletier est chargé de la mission avec Beaudoit. Il essaye de convaincre son ami Georges Masse, un journaliste coureur, noceur, et amant de Lily, la chanteuse du Morocco, de rejoindre le réseau, mais celui-ci refuse avec cynisme. Barbara, la patronne du Morocco, vient catastrophée l'avertir que Pelletier a été à son tour abattu, alors que Beaudoit était penché pour renouer son lacet. Georges, introduit auprès de Segard par Barbara, accepte de remplir la mission de son ami. Comprenant le double jeu de Beaudoit, il le fait passer devant lui et c'est Beaudoit qui est abattu. 
Von Kloster, le chef des réseaux allemands, fait enlever Barbara et propose à Georges une forte somme et un avenir tranquille à Rio de Janeiro pour qu'il lui remette le code sans lequel le document trouvé sur Mercadier est incompréhensible. Le journaliste accepte pour donner le change et vole le code dans le coffre de Segard. Il fait avouer à Lily qu'elle a été la maîtresse de Von Kloster et qu'elle sait où est séquestrée Barbara. Avec elle et le photographe P´tit Louis, ils vont la libérer et Georges demande à Lily d'où Von Kloster doit quitter Tanger avec le code, mais lorsque celle-ci fait dire à Von Kloster le lieu de départ sous prétexte de partir avec lui, celui-ci apprend que Barbara a été libérée avec l'aide de Lily et la fait abattre dans une forêt voisine. Lily a le temps d'indiquer à Georges le lieu d'embarquement et les membres du réseau tendent une embuscade aux Allemands, parvenant à récupérer le code. 
Mais qui est vraiment Georges Masse ?

## Fiche technique
- Titre original : Mission à Tanger
- Réalisation : André Hunebelle
- Assistant : Jacques Garcia, Yves Ciampi
- Scénario et dialogues : Michel Audiard
- Décors : Lucien Carré, assisté de Jean Gallaud et Sydney Bettex
- Costumes : Jacques Helm
- Orfèvreries : Christofle
- Photographie : Marcel Grignon
- Opérateur : Billy Villerbue, assisté de R. Lemoigne et Gillot
- Son : Paul Bertrand, assisté de J. Carrère
- Musique : Jean Marion
- Montage : Jean Feyte, assisté de Simone Provost, Jacqueline Givord
- Régisseur général : Roger Boulais, assisté de Michel Choquet
- Ensemblier : Roger Bar - Effets spéciaux : LAX
- Photographe de plateau : Roger Poutrel
- Maquillage : Yvonne Barrie
- Script-girl : Denise Gaillard
- Production : André Hunebelle
- Directeur de production : Paul Cadéac
- Secrétaire de production : Charlotte Choquert
- Société de production : Production Artistique et Cinématographique
- Société de distribution : Union Française de Production Cinématographique
- Pays de production :  France
- Langue originale : français
- Format : noir et blanc — 35 mm — 1,37:1 — son Mono (Système sonore Western Electric)
- Genre : film d'espionnage
- Tirage : laboratoire L.T.C de Saint-Cloud
- Tournage : Les studios de Paris Studio Cinéma à Billancourt
- Durée : 100 minutes
- Date de sortie :
  - France : 7 juin 1949
- Visa d'exploitation : 8146
- Affiche : Boris Grinsson (France)

## Distribution

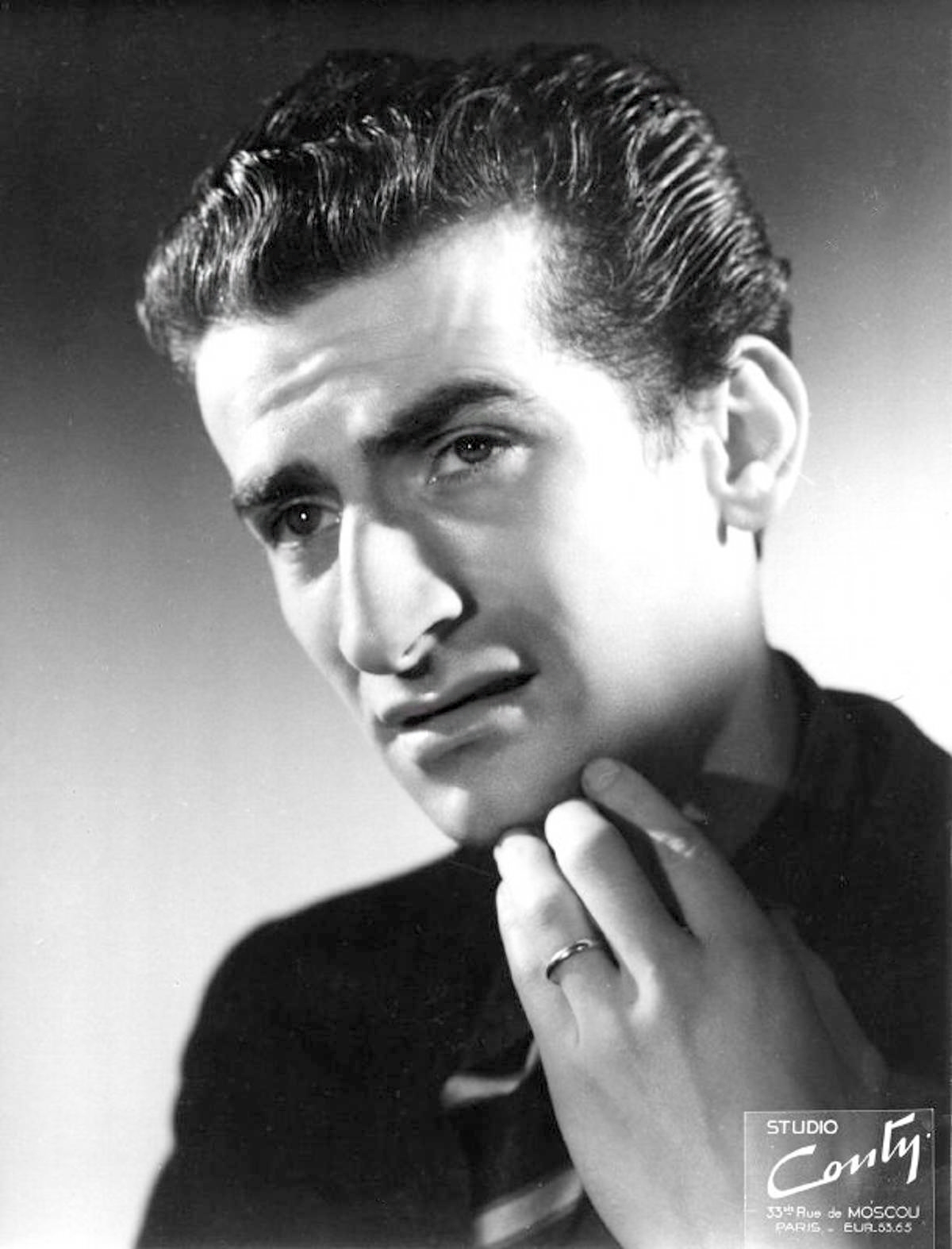
Débutant, Louis de Funès tient l'un de ses premiers rôles.

- Raymond Rouleau : Georges Masse, journaliste
- Gaby Sylvia : Lili
- Mila Parély : Barbara, la patronne du cabaret « El Morocco »
- Henri Nassiet : Alexandre Segard, le chef de réseau sur Tanger
- Louis de Funès : le général espagnol au cabaret
- Bernard Lajarrige : P'tit Louis, le photographe
- André Valmy : Beaudoit, « l'agent double »
- Jo Dest (crédité Jodest) : Von Kloster, le chef des agents allemands
- Pierre Destailles : Maurin, un agent français
- Max Revol : le barman du cabaret « El Morocco »
- Christian Bertola : Henri Pelletier
- Robert Le Fort : un garçon du cabaret
- Jacques Henley : le colonel britannique
- Jacqueline Huet : la dame du vestiaire au cabaret
- Madeleine Barbulée : une dactylo du journal
- Andrée Tainsy : la balayeuse du cabaret
- Nicole Jonesco : une standardiste
- Nadine Tallier : une jeune femme dans le cabaret
- Jean Richard : le président ivre
- Louis Williams : le danseur américain dans le cabaret
- Titys : un journaliste
- Lucien Frégis : un journaliste
- Van Doude : un client du cabaret
- Grégory Ch'mara : le chanteur russe
- Gérard Séty : un client du cabaret
- Benoîte Lab : une barmaid du cabaret
- Véra Norman : la militaire dans l'avion
- Billy Bourbon : un client du cabaret
- Monique Darbaud : la femme qui accompagne Von Kloster
- Marcel Melrac : un journaliste
- Georges Demas : un client du cabaret
- Grégoire Gromoff : un garde de Barbara
- Jacques Vertan
- Sylviane Aladin
- Annie Rouvre
- Picolette
- Claude Garbe
- Jean Mauroy
- Jean-Louis Tristan
- Jacques Pruvost
- Gisèle François
- Antoinette Jouka
- Huguette Marchal

## Autour du film
- Mission à Tanger marque les débuts de Michel Audiard, alors jeune journaliste de vingt-neuf ans, comme scénariste et dialoguiste. À noter que Louis de Funès, quasiment inconnu à l'époque, y tient un rôle secondaire.
- Le personnage de Georges Masse apparaîtra dans deux autres films d'André Hunebelle : Massacre en dentelles (en 1952) et Méfiez-vous des blondes (en 1950), à chaque fois interprété par Raymond Rouleau.
- Le film sort en VHS en 1997, puis en DVD en 2005, édité par la société René Chateau Vidéo.